# Ondas em plasmas
Em física de plasma, ondas em plasmas são um conjunto interconectado de partículas e campos que se propagam de uma forma que se repete periodicamente.  Um plasma é um fluido quase neutro, eletricamente condutivo.  No caso mais simples, é composto por elétrons e uma única espécie de íons positivos, mas também pode conter múltiplas espécies de íons, incluindo íons negativos, bem como partículas neutras.  Devido à sua condutividade elétrica, um plasma se acopla a campos elétricos e magnéticos.  Este complexo de partículas e campos suporta uma ampla variedade de fenômenos de ondas.
Supõe-se que os campos eletromagnéticos em um plasma tenham duas partes, uma parte estática/de equilíbrio e uma parte oscilante/perturbação. As ondas nos plasmas podem ser classificadas como eletromagnéticas ou eletrostáticas, dependendo da existência ou não de um campo magnético oscilante.  Aplicando lei da indução de Faraday a ondas planas, encontra-se {\displaystyle \mathbf {k} \times {\tilde {\mathbf {E} }}=\omega {\tilde {\mathbf {B} }}}, implicando que uma onda eletrostática deve ser puramente longitudinal.  Uma onda eletromagnética, por outro lado, deve ter uma componente transversal, mas também pode ser parcialmente longitudinal.
As ondas podem ser ainda classificadas pelas espécies oscilantes.  Na maioria dos plasmas de interesse, a temperatura do elétron é comparável ou maior que a temperatura do íon.  Este fato, juntamente com a massa muito menor do elétron, implica que os elétrons se movem muito mais rápido que os íons.  Um modo eletrônico depende da massa dos elétrons, mas os íons podem ser considerados infinitamente massivos, ou seja, estacionários.  Um modo iônico depende da massa do íon, mas assume-se que os elétrons não têm massa e se redistribuem instantaneamente de acordo com a relação de Boltzmann.  Apenas raramente, por ex. na oscilação híbrida inferior, um modo dependerá tanto do elétron quanto da massa do íon.
Os vários modos também podem ser classificados conforme se propagam em um plasma não magnetizado ou paralelo, perpendicular ou oblíquo ao campo magnético estacionário. Finalmente, para ondas eletrônicas eletromagnéticas perpendiculares, o campo elétrico perturbado pode ser paralelo ou perpendicular ao campo magnético estacionário.
| Caráter EM      | espécies oscilantes | condições                                                                           | relação de dispersão | nome                                       |
| --------------- | ------------------- | ----------------------------------------------------------------------------------- | --- | ------------------------------------------ |
| eletrostática   | elétrons            | {\displaystyle {\vec {B}}_{0}=0\ {\rm {or}}\ {\vec {k}}\\|{\vec {B}}_{0}}           | {\displaystyle \omega ^{2}=\omega _{p}^{2}+3k^{2}v_{th}^{2}}                                                                                                   | oscilação plasmática (ou onda de Langmuir) |
| eletrostática   | elétrons            | {\displaystyle {\vec {k}}\perp {\vec {B}}_{0}}                                      | {\displaystyle \omega ^{2}=\omega _{p}^{2}+\omega _{c}^{2}=\omega _{h}^{2}}                                                                                    | oscilação híbrida superior                 |
| eletrostática   | íons                | {\displaystyle {\vec {B}}_{0}=0\ {\rm {or}}\ {\vec {k}}\\|{\vec {B}}_{0}}           | {\displaystyle \omega ^{2}=k^{2}v_{s}^{2}=k^{2}{\frac {\gamma _{e}KT_{e}+\gamma _{i}KT_{i}}{M}}}                                                               | onda acústica iônica                       |
| eletrostática   | íons                | {\displaystyle {\vec {k}}\perp {\vec {B}}_{0}} (aproximadamente)                    | {\displaystyle \omega ^{2}=\Omega _{c}^{2}+k^{2}v_{s}^{2}} | onda ciclotron de íon eletrostático        |
| eletrostática   | íons                | {\displaystyle {\vec {k}}\perp {\vec {B}}_{0}} (exatamente)                         | {\displaystyle \omega ^{2}=[(\Omega _{c}\omega _{c})^{-1}+\omega _{i}^{-2}]^{-1}}                                                                              | oscilação híbrida inferior                 |
| eletromagnética | elétrons            | {\displaystyle {\vec {B}}_{0}=0}                                                    | {\displaystyle \omega ^{2}=\omega _{p}^{2}+k^{2}c^{2}} | onda de luz                                |
| eletromagnética | elétrons            | {\displaystyle {\vec {k}}\perp {\vec {B}}_{0},\ {\vec {E}}_{1}\\|{\vec {B}}_{0}}    | {\displaystyle {\frac {c^{2}k^{2}}{\omega ^{2}}}=1-{\frac {\omega _{p}^{2}}{\omega ^{2}}}}                                                                     | onda O                                     |
| eletromagnética | elétrons            | {\displaystyle {\vec {k}}\perp {\vec {B}}_{0},\ {\vec {E}}_{1}\perp {\vec {B}}_{0}} | {\displaystyle {\frac {c^{2}k^{2}}{\omega ^{2}}}=1-{\frac {\omega _{p}^{2}}{\omega ^{2}}}\,{\frac {\omega ^{2}-\omega _{p}^{2}}{\omega ^{2}-\omega _{h}^{2}}}} | onda X                                     |
| eletromagnética | elétrons            | {\displaystyle {\vec {k}}\\|{\vec {B}}_{0}} (polar. circ. à direita)                | {\displaystyle {\frac {c^{2}k^{2}}{\omega ^{2}}}=1-{\frac {\omega _{p}^{2}/\omega ^{2}}{1-(\omega _{c}/\omega )}}}                                             | onda R (modo “assobiador”)                 |
| eletromagnética | elétrons            | {\displaystyle {\vec {k}}\\|{\vec {B}}_{0}} (polar. circ. à esquerda)               | {\displaystyle {\frac {c^{2}k^{2}}{\omega ^{2}}}=1-{\frac {\omega _{p}^{2}/\omega ^{2}}{1+(\omega _{c}/\omega )}}}                                             | onda L                                     |
| eletromagnética | íons                | {\displaystyle {\vec {B}}_{0}=0}                                                    | | nenhum                                     |
| eletromagnética | íons                | {\displaystyle {\vec {k}}\\|{\vec {B}}_{0}}                                         | {\displaystyle \omega ^{2}=k^{2}v_{A}^{2}} | onda de Alfvén                             |
| eletromagnética | íons                | {\displaystyle {\vec {k}}\perp {\vec {B}}_{0}}                                      | {\displaystyle {\frac {\omega ^{2}}{k^{2}}}=c^{2}\,{\frac {v_{s}^{2}+v_{A}^{2}}{c^{2}+v_{A}^{2}}}}                                                             | onda magnetossônica                        |

{\displaystyle \omega } - frequência de onda, 
{\displaystyle k} - número de onda, 
{\displaystyle c} - velocidade da luz,
{\displaystyle \omega _{p}} - frequência de plasma, 
{\displaystyle \omega _{i}} - frequência de plasma iônica, 
{\displaystyle \omega _{c}} - girofrequência eletrônica, 
{\displaystyle \Omega _{c}} - girofrequência iônica, 
{\displaystyle \omega _{h}} - frequência híbrida superior, 
{\displaystyle v_{s}} - velocidade do "som" do plasma, 
{\displaystyle v_{A}} - velocidade de Alfvén de plasma
(O subscrito 0 denota a parte estática do campo elétrico ou magnético, e o subscrito 1 denota a parte oscilante.)